# Zsuzsanna Francia

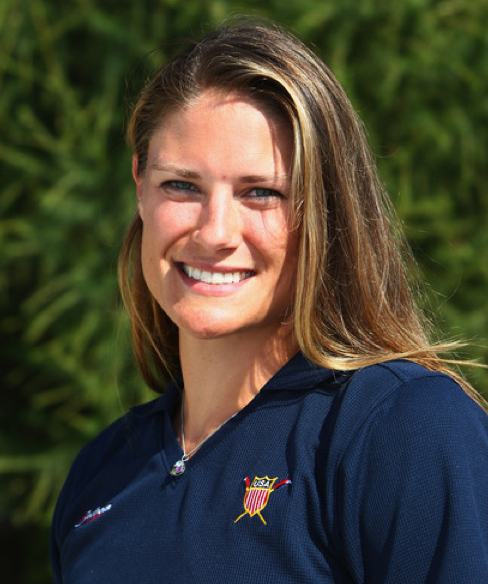
Zsuzsanna Francia (2020)

Zsuzsanna „Susan“ Francia (* 8. November 1982 in Szeged) ist eine US-amerikanische Ruderin ungarischer Herkunft, sie ist zweifache Olympiasiegerin und fünffache Weltmeisterin.
Francia, Tochter der Nobelpreisträgerin Katalin Karikó, wuchs in Abington (Pennsylvania) auf. Mit dem Rudersport begann sie 2001 an der University of Pennsylvania, wo sie ihr Studium in Kriminologie mit dem Bachelor und in Soziologie mit einem Master abschloss. Sie trainiert in Princeton.
Francia fiel 2005 erstmals international auf, als sie bei den Weltmeisterschaften in Gifu mit dem amerikanischen Achter den vierten Platz belegte. 2006 trat sie im Weltcup zusammen mit Brett Sickler im Doppelzweier an, bei den Weltmeisterschaften in Eton gewann sie mit dem Achter die Goldmedaille, der Doppelzweier belegte lediglich den zwölften Platz. 2007 versuchte sich Francia bei der ersten Weltcupregatta mit Caroline Lind im Zweier ohne Steuerfrau, beim Weltcupfinale in Luzern und bei den Weltmeisterschaften in München siegte sie mit dem Achter. 2008 trat Francia bei der ersten Weltcupregatta mit Anna Goodale im Zweier ohne Steuerfrau an, bei der Weltcupregatta in Luzern sowie bei den Olympischen Spielen 2008 in Peking ruderte sie wieder im siegreichen US-Achter.
Bei den Weltmeisterschaften 2009 startete sie wie 2006 in zwei Bootsklassen und gewann beide Weltmeistertitel: im Achter und zusammen mit Erin Cafaro im Zweier ohne. 2010 trat Francia nur beim Weltcup in Luzern im Achter an, ansonsten ruderte sie zusammen mit Erin Cafaro im ungesteuerten Zweier. Bei den Weltmeisterschaften 2010 auf der neuseeländischen Nordinsel belegten die beiden den dritten Platz. 2011 ruderte Zsuzsanna Francia zusammen mit Meghan Musnicki im Zweier, bei den Weltmeisterschaften in Bled saßen beide wieder im Weltmeister-Achter. Auch bei den Olympischen Spielen in London ruderte Francia im US-Achter, der in der Besetzung Erin Cafaro, Zsuzsanna Francia, Esther Lofgren, Taylor Ritzel, Meghan Musnicki, Elle Logan, Caroline Lind, Caryn Davies und Mary Whipple die Goldmedaille gewann.
Sie ist verheiratet. 2021 wurde ihr Sohn geboren.